# Trnovo (Gostivar)
Trnovo (en macédonien Трново ; en albanais Tërnova) est un village du nord-ouest de la Macédoine du Nord, situé dans la municipalité de Gostivar. Le village comptait 539 habitants en 2002. Il est majoritairement albanais.

## Démographie
Lors du recensement de 2002, le village comptait :
- Albanais : 539